# Isacco Comneno (figlio di Giovanni II)
Isacco Comneno, in greco Ισαάκιος Κομνηνός?, Isaakios Komnēnos (Costantinopoli, 1113 – dopo il 1154), fu il terzogenito dell'imperatore bizantino Giovanni II Comneno e di sua moglie Piroska d'Ungheria.

## Biografia

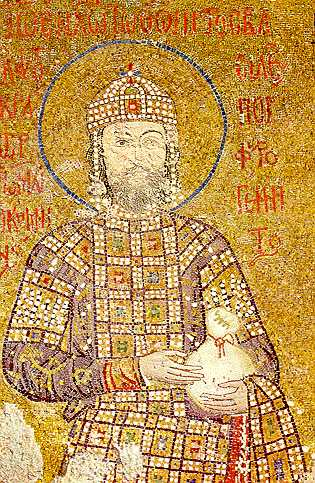
L'imperatore bizantino Giovanni II Comneno, detto il Bello.

Nato nel 1113, Isacco era il terzogenito dell'imperatore bizantino Giovanni II Comneno. Come i suoi tre fratelli, cominciò a seguire il padre durante le sue frequenti campagne militari non appena fu in grado di farlo. In giovane età, insieme agli altri tre fratelli fu nominato sebastocratore. Proprio durante una campagna militare in Cilicia, nella primavera del 1142, il primogenito di Giovanni ed erede al trono Alessio morì di una malattia sconosciuta. Giovanni ordinò ad Isacco e al secondogenito Andronico di portare il corpo dello sfortunato fratello a Costantinopoli perché fosse degnamente sepolto, ma durante il viaggio verso la capitale anche Andronico morì, forse a causa dello stesso morbo che aveva colpito Alessio. Infine, nel marzo del 1143, morì anche il padre di Isacco, l'imperatore, a causa di una ferita ad una mano che si era infettata; tuttavia Giovanni, poco prima di morire, nominò suo successore il quartogenito Manuele I Comneno, che considerava più equilibrato caratterialmente.
Al momento della morte del padre, tuttavia, Manuele si trovava con lui nella lontana Cilicia, mentre il fratello si trovava nella capitale, con la possibilità di prendere il potere. Il giovane imperatore mandò allora a Costantinopoli Giovanni Axuch, già validissimo collaboratore di suo padre, con l'ordine di fare arrestare Isacco e di fare in modo che Manuele fosse incoronato imperatore senza difficoltà da parte del clero.
Axuch raggiunse rapidamente Costantinopoli, dove la notizia della morte dell'Imperatore non era ancora pervenuta ed eseguì efficacemente entrambi gli ordini: fece arrestare Isacco e suo zio (anch'egli di nome Isacco) e promise ai più importanti ecclesiastici di Costantinopoli (al momento il patriarcato era vacante) una donazione annua di cento piastre d'argento alla chiesa di Santa Sofia se avessero incoronato Manuele imperatore. Quest'ultimo, dopo essersi trattenuto in Cilicia per celebrare i funerali del padre e far costruire un monastero nel luogo dove era morto, arrivò nella capitale nell'agosto del 1143. Qui nominò patriarca Michele Curcuas (un monaco del monastero di S. Michele Arcangelo ad Oxeia, sul Bosforo) e si fece da lui incoronare imperatore a Santa Sofia; diede poi ordine di liberare il fratello e lo zio, che non costituivano più un pericolo per lui.
Dal 1145 al 1146 Isacco partecipò a una campagna militare contro i Turchi Selgiuchidi in Anatolia. Durante questa campagna una sera mentre era a tavola dell'imperatore scoppiò un acceso dibattito, in cui si confrontavano le qualità marziali di Manuele e di suo padre. Axuch esaltò grandemente il suo amico defunto Giovanni II Comneno a scapito di Manuele, questa affermazione fu sostenuta a gran voce da Isacco. Gli animi in fretta si infiammarono e Isacco tentò di colpire con la spada il cugino Andronico Comneno (futuro imperatore), il colpo fu però deviato dall'imperatore con l'aiuto di un altro parente.
Anche se il rapporto fra i due fratelli non fu molto semplice, non ci fu mai un conflitto aperto e Isacco godette della dignità di corte e del titolo di sebastokratōr. Le unioni delle figlie di Isacco con altri re di altri stati servirono per la politica di alleanze straniere di Manuele.

## Famiglia
Dalla sua prima moglie, Teodora, Isacco ebbe cinque figli:
- Alessio Comneno.
- Irene Comnena, che sposò un Ducas non specificato probabilmente Kamateros, e divenne la madre di Isacco Comneno re di Cipro.
- Giovanni Comneno.
- Anna Comnena, che sposò Costantino Macroducas.
- Maria Comnena, moglie del re Stefano IV d'Ungheria.

Dalla sua seconda moglie, Irene Synadene, Isacco ebbe tre figlie:
- Teodora Comnena, moglie di Baldovino III di Gerusalemme.
- Eudocia Comnena, moglie di Guglielmo VIII di Montpellier.
- Sconosciuta

## Ascendenza
|                         |                   |                    | Genitori                |  |  | Nonni |  |  | Bisnonni         |  |  | Trisnonni               |  |
|                         |                   |                    |                         |  |  |       |  |  | Giovanni Comneno |  |  | Manuele Comneno Erotico |  |
|                         |                   |                    |                         |  |  |       |  |  | Giovanni Comneno |  |  | Manuele Comneno Erotico |  |
|                         |                   | …                  |                         |  |  |       |  |  | Giovanni Comneno |  |  |                         |  |
| Alessio I Comneno       |                   |                    |                         |  |  |       |  |  | Giovanni Comneno |  |  |                         |  |
|                         |                   | Anna Dalassena     | Alessio Caronte         |  |  |       |  |  |                  |  |  |                         |  |
|                         |                   | Anna Dalassena     | Alessio Caronte         |  |  |       |  |  |                  |  |  |                         |  |
|                         |                   | Anna Dalassena     | Adriana Dalassena       |  |  |       |  |  |                  |  |  |                         |  |
| Giovanni II Comneno     |                   | Anna Dalassena     |                         |  |  |       |  |  |                  |  |  |                         |  |
|                         |                   | Andronico Ducas    | Giovanni Ducas          |  |  |       |  |  |                  |  |  |                         |  |
|                         |                   | Andronico Ducas    | Giovanni Ducas          |  |  |       |  |  |                  |  |  |                         |  |
|                         |                   | Andronico Ducas    | Irene Pegonitissa       |  |  |       |  |  |                  |  |  |                         |  |
| Irene Ducaena           |                   | Andronico Ducas    |                         |  |  |       |  |  |                  |  |  |                         |  |
|                         |                   | Maria di Bulgaria  | Troian di Bulgaria      |  |  |       |  |  |                  |  |  |                         |  |
|                         |                   | Maria di Bulgaria  | Troian di Bulgaria      |  |  |       |  |  |                  |  |  |                         |  |
|                         |                   | Maria di Bulgaria  | …                       |  |  |       |  |  |                  |  |  |                         |  |
| Isacco Comneno          |                   | Maria di Bulgaria  |                         |  |  |       |  |  |                  |  |  |                         |  |
|                         | Béla I d'Ungheria | Vazul              |                         |  |  |       |  |  |                  |  |  |                         |  |
|                         | Béla I d'Ungheria | Vazul              |                         |  |  |       |  |  |                  |  |  |                         |  |
|                         | Béla I d'Ungheria | …                  |                         |  |  |       |  |  |                  |  |  |                         |  |
| Ladislao I d'Ungheria   | Béla I d'Ungheria |                    |                         |  |  |       |  |  |                  |  |  |                         |  |
|                         |                   | Richeza di Polonia | Miecislao II di Polonia |  |  |       |  |  |                  |  |  |                         |  |
|                         |                   | Richeza di Polonia | Miecislao II di Polonia |  |  |       |  |  |                  |  |  |                         |  |
|                         |                   | Richeza di Polonia | Richeza di Lotaringia   |  |  |       |  |  |                  |  |  |                         |  |
| Piroska d'Ungheria      |                   | Richeza di Polonia |                         |  |  |       |  |  |                  |  |  |                         |  |
|                         |                   | Rodolfo di Svevia  | Kuno di Rheinfelden     |  |  |       |  |  |                  |  |  |                         |  |
|                         |                   | Rodolfo di Svevia  | Kuno di Rheinfelden     |  |  |       |  |  |                  |  |  |                         |  |
|                         |                   | Rodolfo di Svevia  | …                       |  |  |       |  |  |                  |  |  |                         |  |
| Adelaide di Rheinfelden |                   | Rodolfo di Svevia  |                         |  |  |       |  |  |                  |  |  |                         |  |
|                         |                   | Adelaide di Savoia | Oddone di Savoia        |  |  |       |  |  |                  |  |  |                         |  |
|                         |                   | Adelaide di Savoia | Oddone di Savoia        |  |  |       |  |  |                  |  |  |                         |  |
|                         |                   | Adelaide di Savoia | Adelaide di Susa        |  |  |       |  |  |                  |  |  |                         |  |
|                         |                   | Adelaide di Savoia |                         |  |  |       |  |  |                  |  |  |                         |  |